# Carl Friedrich Roewer
Carl Friedrich Roewer (Neustrelitz, 12 oktober 1881 – Bremen, 17 juni 1963) was een Duits arachnoloog.
Roewer specialiseerde zich in hooiwagens en beschreef bijna een derde van de bekende soorten. Daarnaast beschreef hij zo'n 700 spinnen-taxa en verschillende rolspinnen. Roewer was hoogleraar en directeur van het Städtischen Museums für Natur-, Völker- und Handelskunde in Bremen.
- Biblioteca Nacional de España: XX972090
- Catàleg d'autoritats de noms i títols de Catalunya: 981058514447006706
- Stuttgart Database of Scientific Illustrators 1450–1950: 10282
- Gemeinsame Normdatei: 121436063
- International Standard Name Identifier: 0000 0000 7972 4589
- Library of Congress Control Number: no2001044480
- Nationale Bibliotheek van Israël: 987007288575205171
- Nederlandse Thesaurus van Auteursnamen: 124695256
- Système universitaire de documentation: 123968275
- Virtual International Authority File: 27927373
- WorldCat: E39PBJg8HHj3YF9P4jBjFhHHmd